# دل مار هایتز (تگزاس)
دل مار هایتز (به انگلیسی: Del Mar Heights) یک منطقهٔ مسکونی در ایالات متحده آمریکا است که در شهرستان کمرون، تگزاس واقع شده‌است. دل مار هایتز ۱٫۱۷ کیلومتر مربع مساحت و ۱۱۳ نفر جمعیت دارد و ۴٫۲۷ متر بالاتر از سطح دریا واقع شده‌است.